# Arnoldus Gerbrandus Verheyen
Arnoldus Gerbrandus Verheyen (ook:Verheijen), (Loon op Zand, 30 oktober 1770 - 's-Hertogenbosch, 12 juli 1857), was een Nederlands politicus.

## Biografie
Verheyen werd geboren als telg van het geslacht Verheyen in een katholiek gezin. Hij was een zoon van Johan Baptist Verheyen en Maria Cornelia van Grootveld. In Leuven studeerde hij rechten, en in 1797 begon hij zijn loopbaan als advocaat in 's-Hertogenbosch. In 1806 trouwt hij met Elisabeth Aegidia van der Heijden (1779-1810).
Verheijen is vooral verdienstelijk geweest als burgemeester van 's-Hertogenbosch van 1812 tot 1814, en van 1824 tot 1848. Hij was een voorstander van het orangistische bewind in Brabant. In de jaren 1815-1824 kwam er een 'Stedelijk Reglement' tot stand dat bepaalde dat er niet een, maar drie burgemeesters waren. Deze regeling is in 1824 weer teruggedraaid, waarna Verheyen weer de enige burgemeester werd. Hij solliciteerde al in december 1820 naar een lidmaatschap van de Eerste Kamer, maar werd pas in september 1831 hierin benoemd. Als Eerste Kamerlid gaf hij in 1848 steun aan de Grondwetsherziening.

### Nevenactiviteiten voor de stad 's-Hertogenbosch
- In 1812 was hij een van de initiatiefnemers van de Académie impériale et royale de peinture, sculpture et architecture in 's-Hertogenbosch.
- Voorzitter Maatschappij tot Nut van 't Algemeen departement 's-Hertogenbosch
- Bestuurslid van de Sociëteit Casino afdeling 's-Hertogenbosch

### Onderscheidingen
- 1817 Ridder in de Orde van de Nederlandse Leeuw
- 1841 Commandeur in de Orde van de Nederlandse Leeuw

- Biografisch Portaal: 25299746
- Digitale Bibliotheek voor de Nederlandse Letteren: verh099
- Parlement.com: vg09lls5snws